# Ley de comercio de derechos de emisión de gases de efecto invernadero (Alemania)
| Ley de comercio de emisiones de gases de efecto invernadero | Ley de comercio de emisiones de gases de efecto invernadero |
| ----------------------------------------------------------- | ----------------------------------------------------------- |
| TEHG, por sus siglas en alemán                              |                                                             |
| Espacio de validez                                          | Alemania                                                    |
| Rama legal                                                  | Derecho medioambiental                                      |
| Primera entrada en vigor                                    | 15 de julio de 2004                                         |
| Segunda entrada en vigor                                    | 28 de julio de 2011                                         |

La Ley de comercio de derechos de emisión de gases de efecto invernadero (TEHG por sus siglas en alemán) del 28 de julio del 2011 constituye la base legal en Alemania para el comercio de derechos de emisión de gases de efecto invernadero (GEI) dentro del sistema de comercio de derechos de emisión en toda la Unión Europea (UE) e implementa la Directiva 2003/87/CE (Directiva de comercio de derechos de emisión).
El objetivo de la ley y de su antecesora del mismo nombre, válida del 2004 a 2011, es la reducción rentable de los GEI (véase: Comercio de derechos de emisión). La TEHG crea el prerrequisito legal para el cumplimiento de los compromisos del estado miembro alemán de reducción de emisiones de GEI, según lo acordado en el Protocolo de Kioto de 1997.
En Alemania, la autoridad competente es la Agencia Federal del Medio Ambiente (Umweltbundesamt). Dentro de esta Agencia se ha establecido la Oficina Alemana de Comercio de Emisiones (DEHSt) la cual distribuye certificados en la medida en que se emiten los GEI. 
Las revisión de certificados de asignación y de informes de emisiones está a manos de entes acreditados.